# Assan Ouédraogo
Pour les articles homonymes, voir Ouedraogo.
Assan Ouédraogo, né le 9 mai 2006 à Mülheim (Allemagne), est un footballeur allemand qui évolue au poste de milieu de terrain au RB Leipzig.

## Biographie
Il est le fils d'Alassane Ouédraogo, ancien footballeur international burkinabè.

### En club
Il dispute son premier match et marque son premier but avec les professionnels lors de la première journée de 2. Bundesliga le 28 juillet 2023 face au Hambourg SV (défaite 5-3).

### En sélection
L'Allemagne atteint la finale de la compétition après sa victoire face à la Pologne le 30 mai 2023 (3-5 score final). Son équipe s'impose en finale face à la France après une séance de tirs au but, le 2 juin 2023.

## Statistiques
| Saison                | Club                  | Championnat           | Championnat | Championnat | Championnat | Coupe(s) nationale(s) | Coupe(s) nationale(s) | Coupe(s) nationale(s) | Compétition(s) continentale(s) | Compétition(s) continentale(s) | Compétition(s) continentale(s) | Compétition(s) continentale(s) | Total | Total | Total |
| Saison                | Club                  | Division              | M.          | B.          | P.d.        | M.                    | B.                    | P.d.                  | Comp.                          | M.                             | B.                             | P.d.                           | M.    | B.    | P.d.  |
| 2023-2024             | Schalke 04            | 2. Bundesliga         | 17          | 3           | 1           | -                     | -                     | -                     | -                              | -                              | -                              | -                              | 17    | 3     | 1     |
| Sous-total            | Sous-total            | Sous-total            | 17          | 3           | 1           | 0                     | 0                     | 0                     | -                              | -                              | -                              | -                              | 17    | 3     | 1     |
| 2024-2025             | RB Leipzig            | Bundesliga            | 3           | 0           | 0           | -                     | -                     | -                     | C1                             | 2                              | 0                              | 0                              | 5     | 0     | 0     |
| 2025-2026             | RB Leipzig            | Bundesliga            | 0           | 0           | 0           | 1                     | 0                     | 0                     | -                              | -                              | -                              | -                              | 1     | 0     | 0     |
| Sous-total            | Sous-total            | Sous-total            | 3           | 0           | 0           | 1                     | 0                     | 0                     | -                              | 2                              | 0                              | 0                              | 6     | 0     | 0     |
| Total sur la carrière | Total sur la carrière | Total sur la carrière | 20          | 3           | 1           | 1                     | 0                     | 0                     | -                              | 2                              | 0                              | 0                              | 23    | 3     | 1     |

## Palmarès
| Allemagne -17 ans (2) |
| --- |
| - Championnat d'Europe des moins de 17 ans (1) - Vainqueur : 2023 - Coupe du monde des moins de 17 ans (1) - Vainqueur en 2023 |